# ヨゼフ・ロゲンドルフ賞
ヨゼフ・ロゲンドルフ賞（ヨゼフ・ロゲンドルフしょう）は、上智大学を中心とする学術賞。

## 概要
上智大学教授だったヨゼフ・ロゲンドルフを記念し、その遺産を基金として1985年に設立され、東西交渉史を主とした学術書に授与される。翻訳・共著も対象となる。
渡部昇一、小林章夫などが選考に当たっている。ロゲンドルフ基金設立委員会主催だが、上智大学が主体である。

## 受賞作
- 第1回（1985年）小林章夫『クラブ 18世紀イギリス―政治の裏面史』
- 第2回（1986年）
- 第3回（1987年）堀坂浩太郎『転換期のブラジル―民主化と経済再建』
- 第4回（1988年）
- 第5回（1989年）細川英雄『パリの日本語教室から』
- 第6回（1990年）スーザン・B・ハンレー、指昭博訳『江戸時代の遺産―庶民の生活文化』
- 第7回（1991年）マイケル・クーパー、松本たま訳『通辞ロドリゲス』
- 第8回（1992年）
- 第9回（1993年）飯田正美『闇の国のヒロインたち―イギリスの昔話と伝説』
- 第10回（1994年）島田孝右、島田ゆり子『踏み絵―外国人による踏み絵の記録』
- 第11回（1995年）加藤恭子・トマス・インモース『ヨーロッパ心の旅』
- 第12回（1996年）朝倉文市『修道院―禁欲と観想の中世』『修道院にみるヨーロッパの心』
- 第13回（1997年）庄野護『スリランカ学の冒険』
- 第14回（1998年）名越二荒之助編著『日韓2000年の真実』
- 第15回（1999年）ピーター・ミルワード、松本たま訳『ザビエルの見た日本』
- 第16回（2000年）松尾弌之『民族から読みとくアメリカ』
- 第17回（2001年）
- 第18回（2002年）岩野裕一・前間孝則『日本のピアノ100年』
- 第19回（2003年）新倉俊一『詩人たちの世紀―西脇順三郎とエズラ・パウンド』佐野真由子『オールコックの江戸』
- 第20回（2004年）エドワード・G・サイデンステッカー、安西徹雄訳『流れゆく日々』
- 第21回（2005年）マーク・R・マリンズ、高崎恵訳『メイド・イン・ジャパンのキリスト教』
- 第22回（2006年）
- 第23回（2007年）千葉優子『ドレミを選んだ日本人』
- 第24回（2008年）高山晶『ピエール・バルブト―知られざるオリエンタリスト』
- 第25回（2009年）宇沢美子『ハシムラ東郷』
- 第26回（2010年）杉田弘子『漱石の「猫」とニーチェ』
- 第27回（2011年）矢口祐人『憧れのハワイ―日本人のハワイ観』
- 第28回（2012年）小島謙一『古英語辞典』
- 第29回（2013年）
- 第30回（2014年）富士川義之『ある文人学者の肖像―評伝・富士川英郎』
- 第31回（2015年）山田奨治『東京ブギウギと鈴木大拙』